# Karl von Waechter-Spittler
Karl Eberhard Wächter, seit 1841 Freiherr von Waechter-Spittler (* 26. April 1798 in Gochsheim; † 21. Juni 1874 in Stuttgart) war ein deutscher Jurist, Beamter und Minister des Königreichs Württemberg.

## Abstammung
Karl Wächter entstammte einer altwürttembergischen Beamtenfamilie. Er war der Sohn des Oberamtmanns in Gochsheim, Johann Friedrich von Wächter (1767–1840), und von dessen Ehefrau Elisabeth Caroline Sophie geborene Klüpfel. Zuletzt war Karl Wächters Vater Obertribunalrat in Stuttgart. Karl Wächters Großeltern väterlicherseits waren der württembergische Hof- und Finanzrat Johann Eberhard von Wächter (1735–1807) und dessen Ehefrau Maria Regina Sigel (1733–1798). Karl Wächter war ein Neffe des württembergischen Innenministers Karl Eberhard von Wächter und ein Cousin des Hochschulprofessors und Politikers Karl Georg von Wächter.

## Leben
Während seines Studiums wurde er 1816 Burschenschafter in Tübingen, so gehörte er seit 1816 der Alten Tübinger Burschenschaft Arminia und ab 1818 der Burschenschaft Germania Tübingen an. Nach dem Abschluss seines Studiums der Rechtswissenschaften in Tübingen trat Wächter in den württembergischen Justizdienst und durchlief rasch mehrere Stufen der richterlichen Laufbahn. Eine Zeit lang war er Professor der Rechte an der Universität Tübingen, von 1829 an vortragender Rat im Justizministerium. In den Jahren von 1827 bis 1837 arbeitete er an der Herausgabe der gesammelten Werke seines Schwiegervaters, des Historikers Ludwig von Spittler. Am 9. Oktober 1841 erhob König Wilhelm I. Wächter mit Beifügung des Namens seines Schwiegervaters Spittler in den erblichen Freiherrenstand. Durch den Besitz des von ihm im Jahre 1844 erworbenen Ritterguts Horn im württembergischen Donaukreis gehört die Familie dem ritterschaftlichen Adel Württembergs an.
Von 1832 bis 1849 war Waechter-Spittler Mitglied des Geheimen Rats. Außerdem wurde er am 10. Dezember 1846 zum Mitglied der Kammer der Standesherren auf Lebenszeit ernannt. 1848 war er Mitglied des Vorparlaments. Als an die Stelle des Märzministeriums im Oktober 1849 ein Beamtenministerium Schlayer trat, übernahm Waechter-Spittler die Stelle des Chefs des Kultdepartements und zugleich provisorisch des Departements der Familienangelegenheiten des königlichen Hauses und der auswärtigen Angelegenheiten. In letzterer Stellung unterzeichnete er am 30. September 1849 den Beitritt der württembergischen Regierung zum Wiener Vertrag zwischen Österreich und Preußen über die Einsetzung einer vorläufigen Bundeszentralkommission und die Münchener Übereinkunft zwischen Bayern, Sachsen, Hannover und Württemberg vom 27. Februar 1850 über Grundzüge für eine neue deutsche Verfassung (sogenanntes Vierkönigsbündnis). 
Da die Zustimmung der Stände zu diesen Vereinbarungen nicht eingeholt worden war, beschloss am 27. Juni 1850 die damals an Stelle der regulären Abgeordnetenkammer tagende Zweite Landesversammlung, gegen Waechter-Spittler Anklage zu erheben. Die Anklage bezog sich auf die Verletzung des § 85 der Verfassungsurkunde von 1819, weil nach dem genannten Paragraphen Verträge mit auswärtigen Mächten die Zustimmung der Stände erfordern. Nach § 3 der Verfassungsurkunde war dies für Verträge innerhalb des Bundes jedoch nicht erforderlich. So drehte sich der juristische Streit im Wesentlichen um die Frage, ob der deutsche Bund zur Zeit des Abschlusses jener Verträge noch zu Recht bestanden habe. Der Staatsgerichtshof verwarf die erhobene Klage hinsichtlich beider Verträge als unbegründet. Wenige Tage nach Erhebung der Anklage am 2. Juli 1850 hatten Waechter-Spittler und seine Ministerkollegen ihre Ämter niedergelegt, doch schon am 23. September desselben Jahres stellte ihn König Wilhelm von neuem an die Spitze des Kultdepartements. In dieser Stellung brachte Waechter-Spittler ein Gesetz über die Not-Zivilehe (vom 1. Mai 1855) ein, das von der Kammer angenommen wurde. 
In seine Amtszeit fiel die Einführung der Pfarrgemeinderäte als Gemeindevertretung und die Abhaltung von Diözesansynoden (Verordnungen vom 25. Jan. 1851 und 18. Nov. 1854) in der württembergischen evangelischen Kirche. Von 1850 bis 1852 war er außerdem Direktor des Evangelischen Konsistoriums. Den Forderungen der katholischen Bischöfe, wie sie insbesondere in der Denkschrift des oberrheinischen Episkopats vom 1. März 1851 niedergelegt waren, trat Waechter-Spittler entgegen. Als die Übereinkunft der württembergischen Regierung mit dem Bischof von Rottenburg vom Januar 1854 keine Bestätigung durch die Kurie erfuhr, setzte sich die württembergische Regierung direkt mit Rom in Verbindung. Ehe die Verhandlungen in der Konvention vom 8. April 1857 als Konkordat zum Abschluss kamen, wechselte Waechter-Spittler am 7. April 1856 vom Kultministerium an die Spitze des Justizministeriums. 
Hier förderte er die Bestrebungen zur Herstellung einer gemeinsamen deutschen Justizgesetzgebung. Bedeutendere Reformen auf dem Gebiet der württembergischen Justizgesetzgebung, wie die Umbildung der Gerichtsverfassung, und eine neue Strafprozessordnung, die er einzuleiten versuchte, konnten erst später verwirklicht werden. Als am 4. Oktober 1864 – kurz nach der Thronbesteigung König Karls – das Ministerium Linden durch das Ministerium Varnbüler ersetzt wurde, trat Waechter-Spittler vom Ministeramt zurück. Am 19. Oktober 1867 verzichtete er auf Grund einer Erkrankung auf die weitere Tätigkeit in der Kammer der Standesherren und legte sein Mandat nieder.

## Familie
Karl von Waechter-Spittler war zweimal verheiratet. Seine erste Frau Luise Freiin von Spittler (* 22. Juli 1801; † 1. Februar 1848) war die Tochter des Geheimen Rats und Staatsministers Ludwig Freiherr von Spittler (* 1752; † 1810). Aus der 1822 geschlossenen ersten Ehe entstammte der Regierungsrat Carl Felix Freiherr von Waechter-Spittler (* 19. September 1829; † 17. Dezember 1861), der Vater des späteren Landgerichtsdirektors und Landtagsabgeordneten Felix Freiherr von Waechter-Spittler. Nach dem Tod seiner ersten Frau heiratete Karl von Waechter-Spittler 1851 Luise Freiin von Gemmingen-Guttenberg-Bonfeld (* 1821), eine Tochter von Philipp Albrecht von Gemmingen.

## Ehrungen
- 1840 Kommenturkreuz des Ordens der Württembergischen Krone
- 1843 Großkreuz des Friedrichs-Ordens
- 1856 Großkreuz des Ordens der Württembergischen Krone[3]